# 5 г. пр.н.е.
5 (пета) година преди новата ера (пр.н.е.) е обикновена година, започваща в понеделник или обикновена година, започваща във вторник по юлианския календар.

## Събития

### В Римската империя
- Консули на Римската империя са Октавиан Август (XII път) и Луций Корнелий Сула. Суфектконсули стават Луций Виниций, Квинт Хатерий и Гай Сулпиций Галба.
- Император Август раздава безплатно зърно на 320 000 плебеи в Рим.[1]
- Гай Цезар получава безпрецедентната титла princeps iuventutis (принцепс на младежите) и е провъзгласен за почетен глава на конническото съсловие.[2]

### В Азия
- Китайски астрономи наблюдават явление оприличавано като свръхнова или комета.[3]

## Родени
- 13 януари – Гуан У Ди, император на Китай от династията Хан (умрял 57 г. от н.н.)
- Исус Христос[notes 1][3]